# Le Chant de la mer (musique)
Pour les articles homonymes, voir Le Chant de la mer.
Le Chant de la mer est un triptyque pour piano de Gustave Samazeuilh composé en 1918-1919.

## Présentation
Le Chant de la mer est composé en 1918-1919, sur la côte basque, et publié par Durand en 1920,.
La partition est créée par la pianiste Marguerite Long à la Société nationale de musique, le 20 mars 1920,. Dix ans après cette première audition, René Dumesnil se souvient du « si vif succès » remporté par cette œuvre. 
Pour Guy Sacre, « n'eût-il composé que ce poème en trois volets, Samazeuilh méritait de survivre. Il n'en est rien, et le sort a répété à son endroit l'injustice dont est victime Louis Aubert, auteur lui aussi d'un triptyque marin, les admirables Sillages... ».

## Structure
Le Chant de la mer comprend trois mouvements, :
1. Prélude, en mi mineur, « assez lent », à 
 ;
2. Clair de lune au large, « très modéré et limpide », à 
 ;
3. Tempête et lever du jour sur les flots, « sombre et mouvementé », à 
.

La durée d'exécution moyenne du cycle est de vingt minutes environ.

## Analyse
Une notice du compositeur présente l'œuvre : « La première partie : Prélude, décrit un Océan majestueux, paisible et comme énigmatique. La seconde : Clair de lune au large, expose, indépendamment des thèmes de sérénité nocturne, un thème d'émotion humaine qui, au cours du morceau final, longuement développé, prend peu à peu toute sa signification expressive et se combine aux idées de caractère évocateur qu'indique le titre : Tempête et lever du jour sur les flots ».

### I.Prélude
Le premier mouvement, Prélude, est dédié à Francis Planté,.
Au sein du morceau, des accords de septième évoluent sur des basses pédales, dans une ambiance « d'immensité, d'immobilité ; alternance de force et de douceur, effets d'écho (le « lointain » de la mes. 41) ; très beau rendu de lumière, quinze mesures avant la fin, avec l'arrivée de la tonique majeure ». La conclusion du mouvement, estompée, est écrite sur quatre portées, « dans la pédale et d'un bout à l'autre du clavier, l'accord de mi où tremble la sixte ajouté (do ) ». Sans difficulté technique autre qu'expressive, « les raffinements d'écriture qui en conditionnent la rédaction n'y portent que sur les exigences des sonorités créatrices d'atmosphère poétique ».
Le climat d'ensemble traduit, « dans le sentiment musical le plus justement approprié, toute la paix reposée, tout le calme crépusculaire ».

### II.Clair de lune au large
Le deuxième mouvement, à l'ambiance de nocturne, est Clair de lune au large, dédié à Marguerite Long, la créatrice du cycle,.
C'est « une peinture impressionniste, mais c'est aussi un paysage de l'âme ». Le thème d'« émotion humaine », selon les mots du compositeur, « se lève à la main gauche, sous les mouvants arpèges de la droite en pédale supérieure [...] puis passe à l'aigu, contrepointé de croches, par-dessus les ondulations de la basse ». Le début du morceau est en la bémol mineur et alterne entre « contemplation et souffrance muette ; et quand la plainte s'exprime un peu plus fort, voici surgir le motif du large, balancé sur son rythme pointé (calme, en mi bémol majeur), en de belles harmonies de septième répercutées en grappes dans l'aigu du piano ». Ensuite, la plainte revient, tel « un cri, arraché de l'être, comme pour couvrir les trilles mélodieux et les bercements de la mer », avant le retour du thème humain qui « s'énonce à découvert, et de l'entendre revenir si nu [...], une vive émotion étreint le cœur. Peu à peu les arpèges du large se réforment, enveloppent tendrement cette voix désespérée, doucement l'étouffent ; et c'est aux accords du thème marin de conclure ».
Alfred Cortot considère le mouvement, avec sa dualité des propositions musicales, comme caractéristique du « style Samazeuilh », et relève quelques passages : « on signalera cependant, page 5, l'épisode qui superpose à l'énonciation du motif expressif, affectée au registre moyen du clavier, la liquide caresse du dessin complémentaire dont la main droite dispense les murmurantes alternatives mélodiques ; page suivante, et pendant les cinq mesures qui succèdent à l'indication « Calme », l'ingénieuse disposition qui répartit entre les deux mains — et presque à la manière dont Debussy propose dans Reflets dans l'eau les enchantements de sonorités semblablement cristallines et diffuses — et le « thème de nature » et son chatoyant accompagnement harmonique ; puis encore page 9, sour le signe « Plus modéré et largement », la succession de glissants triolets dont les méandres mélodiques s'insinuent dans le développement de la phrase principale pour aboutir, pendant quatre mesures ramenant le mouvement initial et la réexposition à découvert du « thème d'émotion » à un remous d'imprécises vibrations que l'on pourrait assimiler au clapotis des vagues indolentes contre les flancs d'une barque immobile. Autant d'emplois typiques d'un faire musical qui trouve ici sa pleine justification poétique, assurant à cette pièce une place d'élection dans la production de Samazeuilh ».

### III.Tempête et lever du jour sur les flots
Le troisième mouvement, Tempête et lever du jour sur les flots, est dédié à Alfred Cortot,.
René Dumesnil commente cette « troisième partie [qui] traduit les impressions de l'auteur devant la tempête, pleine d'oppositions de rythmes et de sonorités qui produisent des effets très personnels d'une intensité exceptionnelle et d'un rare bonheur. Ce n'est pas un mince mérite que de renouveler vraiment un sujet si souvent traité ».
Pour Guy Sacre, c'est « l'une des pages les plus impressionnantes du piano français, l'une des plus puissantes évocations de nature que puisse susciter cet instrument ». Le mouvement, véritable apothéose du triptyque, est d'ailleurs joué parfois séparément. Le morceau est le plus développé du cycle.
Il part « du ton très lointain de si bémol mineur pour atteindre progressivement et par une série de modulations savamment concertées le ton irradiant de si majeur dans lequel sa conclusion se manifeste sous les espèces d'une lumineuse apothéose ». Le mouvement alterne les deux thèmes principaux du triptyque, celui de l'homme et celui de la mer : « gammes furtives et trémolos, martellements de secondes et gerbes de triples croches augmentent peu à peu le volume et la vitesse, cependant qu'arrive un grand thème pathétique (agité), suivi d'une sorte de galop en rythme pointé (plus animé) ; on voit se hérisser la vague, bouillonner l'écume, éclater la foudre, jusqu'aux fracassantes trombes chromatiques et aux gruppettos stridents qui marquent, au bout de quelques pages, le paroxysme de la tempête. Un point d'orgue ; un dernier éclair déchirant l'horizon ; et l'on reprend comme au commencement, dans le grave ténébreux du piano ». La tempête « fait place à l'accalmie régénératrice, le ton de si majeur se voyant insensiblement substitué aux orageuses tendances du si bémol mineur initial, et les lueurs majestueuses du soleil empourprant l'horizon accordant désormais leurs féeries pacifiques à la conclusion du morceau ».
Pour Sacre, le mouvement représente « cinq pages merveilleuses, d'un pianisme éblouissant, où, dans les cascatelles de doubles notes, le ruissellement des glissandos, le crépitement des octaves, tous les thèmes de douleur et d'angoisse se retrouvent mués en allégresse, en radieuse apothéose ». 

## Postérité
En 1960, Paul Pittion accorde une importance particulière au Chant de la mer, « au large éventail de sonorités qui visent plus à suggérer qu'à peindre ».
En 1987, Samazeuilh est absent du Guide de la musique de piano réalisé sous la direction de François-René Tranchefort.
En 1998, Guy Sacre considère Le Chant de la mer comme « un des fleurons du piano français du XXe siècle, […] chef-d'œuvre de l'impressionnisme musical ». 

## Discographie
- Gustave Samazeuilh, Stéphane Lemelin (piano), ATMA Classique, 2000[17] ;
- Samazeuilh, Complete Piano Works, Olivier Chauzu (piano), Grand Piano, 2015[18] ;
- Marie-Catherine Girod (piano), avec La Maison dans les dunes de Gabriel Dupont, Mirare, 2018[19] ;
- Aline Piboule (piano), Clair de lune au large, avec Sillages... de Louis Aubert, Clairs de lune d'Abel Decaux et Types de Pierre-Octave Ferroud, Printemps des Arts de Monte-Carlo, 2021[20],[21].

### Ouvrages généraux
- Alfred Cortot, La musique française de piano, Paris, Presses universitaires de France, coll. « Quadrige », 1981, 762 p. (ISBN 2-13-037278-3).
- René Dumesnil, La musique contemporaine en France, t. I, Paris, Armand Colin, 1930, 218 p.
- Paul Pittion, La musique et son histoire : de Beethoven à nos jours, t. II, Paris, Éditions Ouvrières, 1960, 574 p. (BNF 33137562).
- Guy Sacre, La musique pour piano : dictionnaire des compositeurs et des œuvres, vol. II (J-Z), Paris, Robert Laffont, coll. « Bouquins », 1998, 2998 p. (ISBN 978-2-221-08566-0).
- François-René Tranchefort (dir.), Guide de la musique de piano et de clavecin, Paris, Fayard, coll. « Les Indispensables de la musique », 1987, 870 p. (ISBN 978-2-213-01639-9).
- Marc Vignal, Dictionnaire de la musique, Paris, Larousse, 2005, 1078 p. (ISBN 2-03-511001-7, lire en ligne), « Gustave Samazeuilh », p. 877.